# Schloss Gereuth

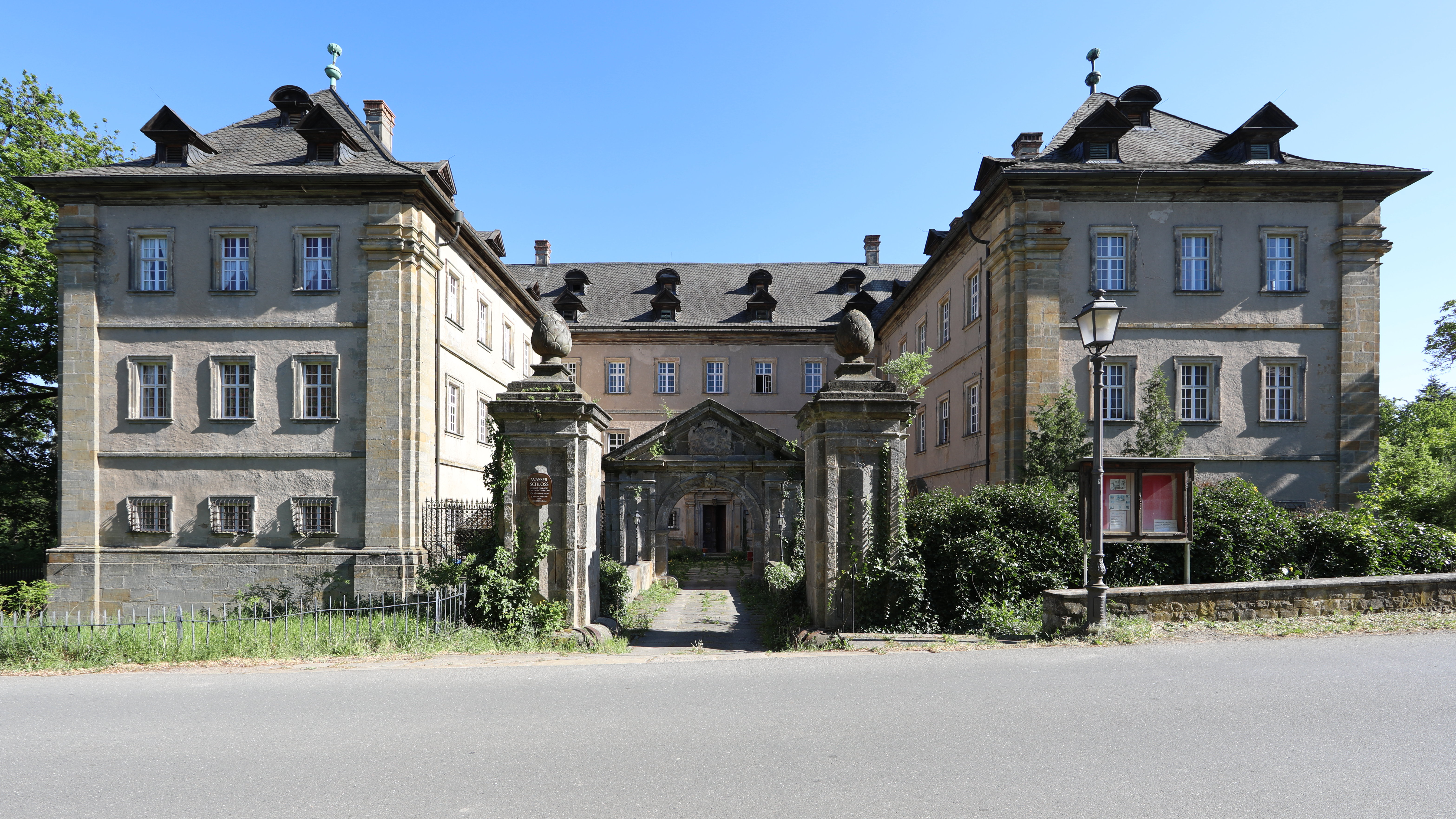
Nordwestansicht über den ehemaligen Wassergraben

Das barocke Schloss Gereuth bildet den Mittelpunkt des Untermerzbacher Gemeindeteiles Gereuth im Landkreis Haßberge in Unterfranken. Das ehemalige Wasserschloss bildet zusammen mit der Pfarrkirche aus der gleichen Zeit, einem Gasthaus und dem älteren Wirtschaftsbau ein Ensemble ehemaliger Adelskultur.

## Geschichte

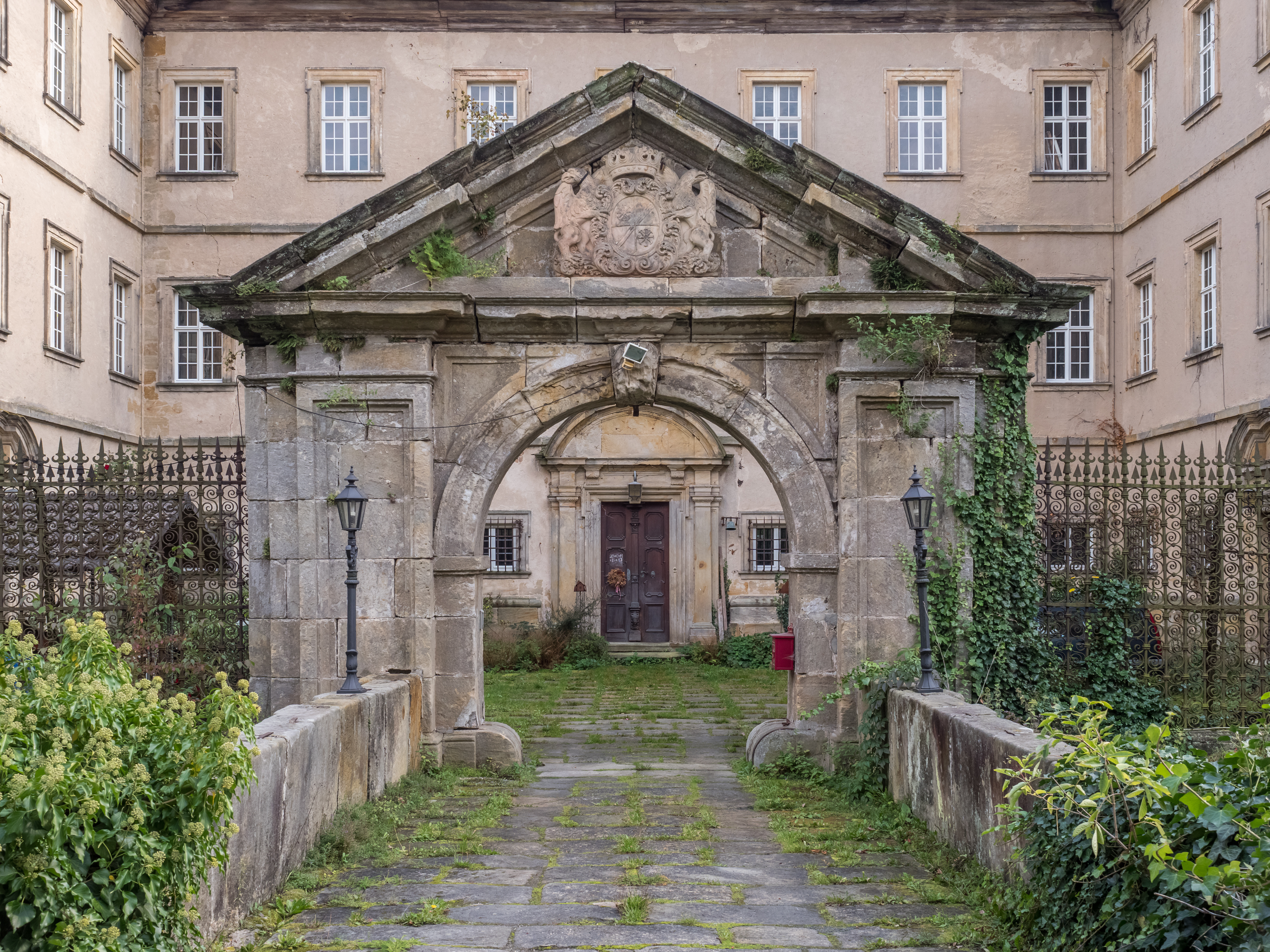
Ehrenhof und Schlosseingang

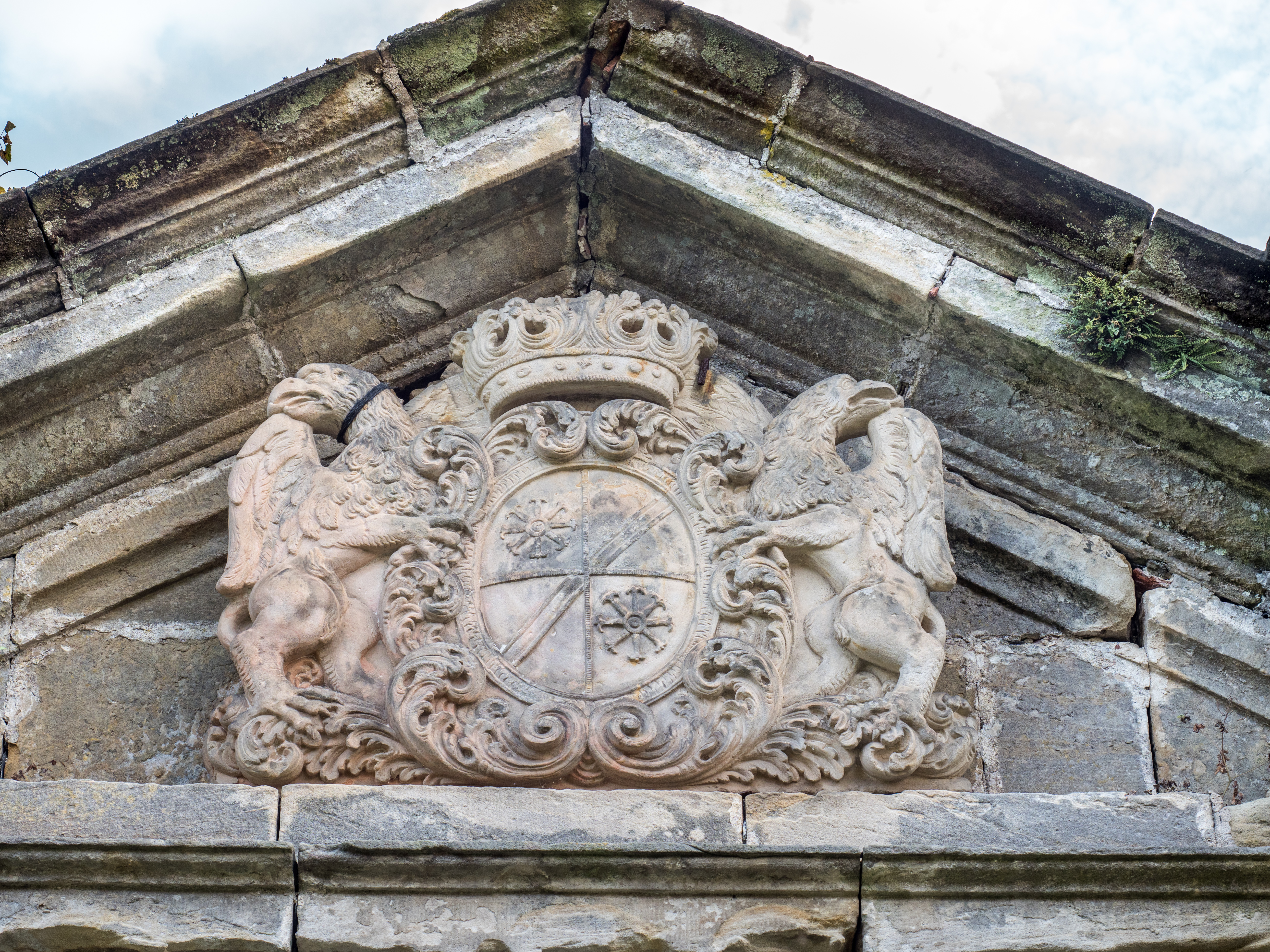
Greiffenclauwappen über dem Brückenportal

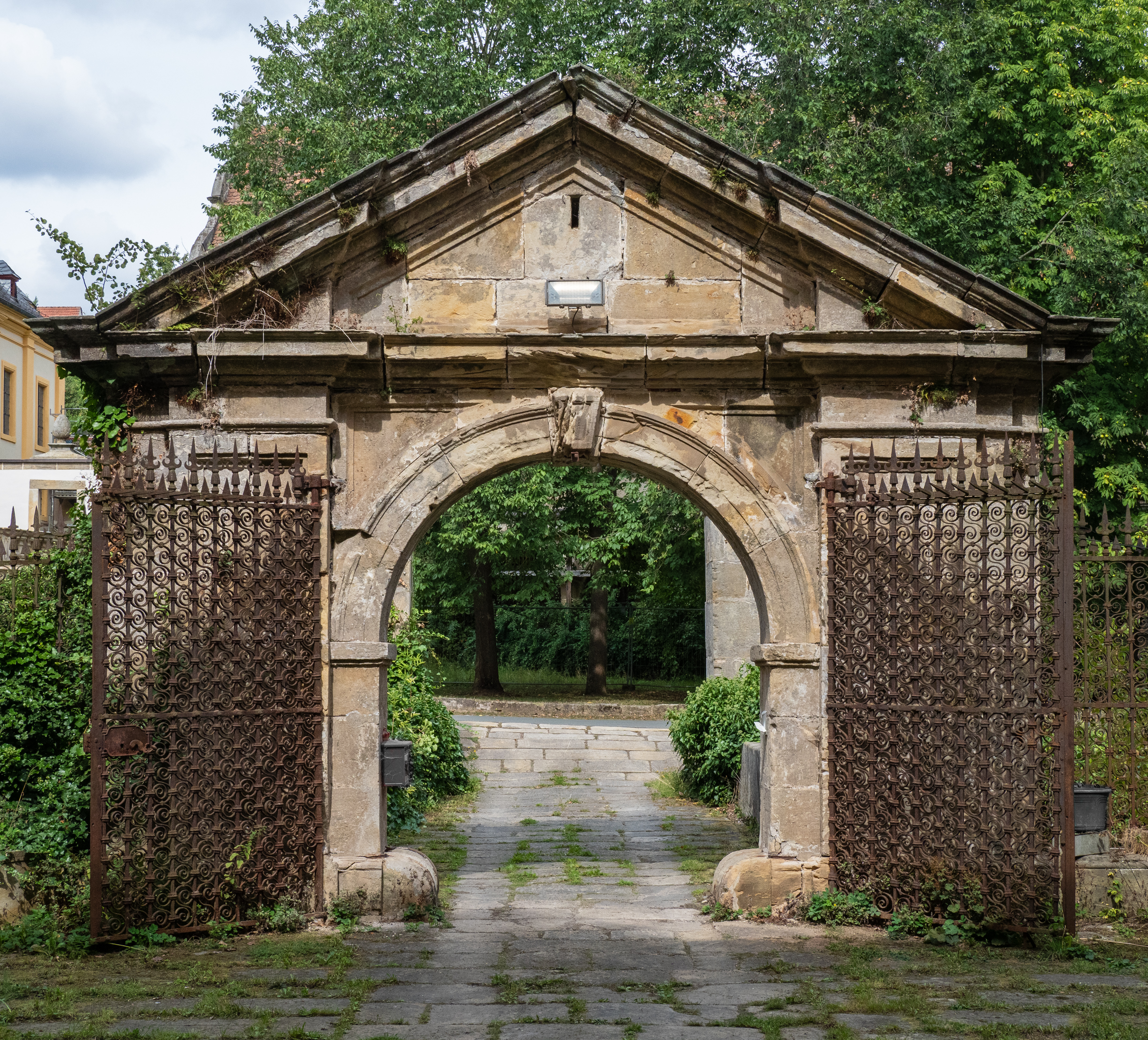
Eingangstor von Schloss Gereuth

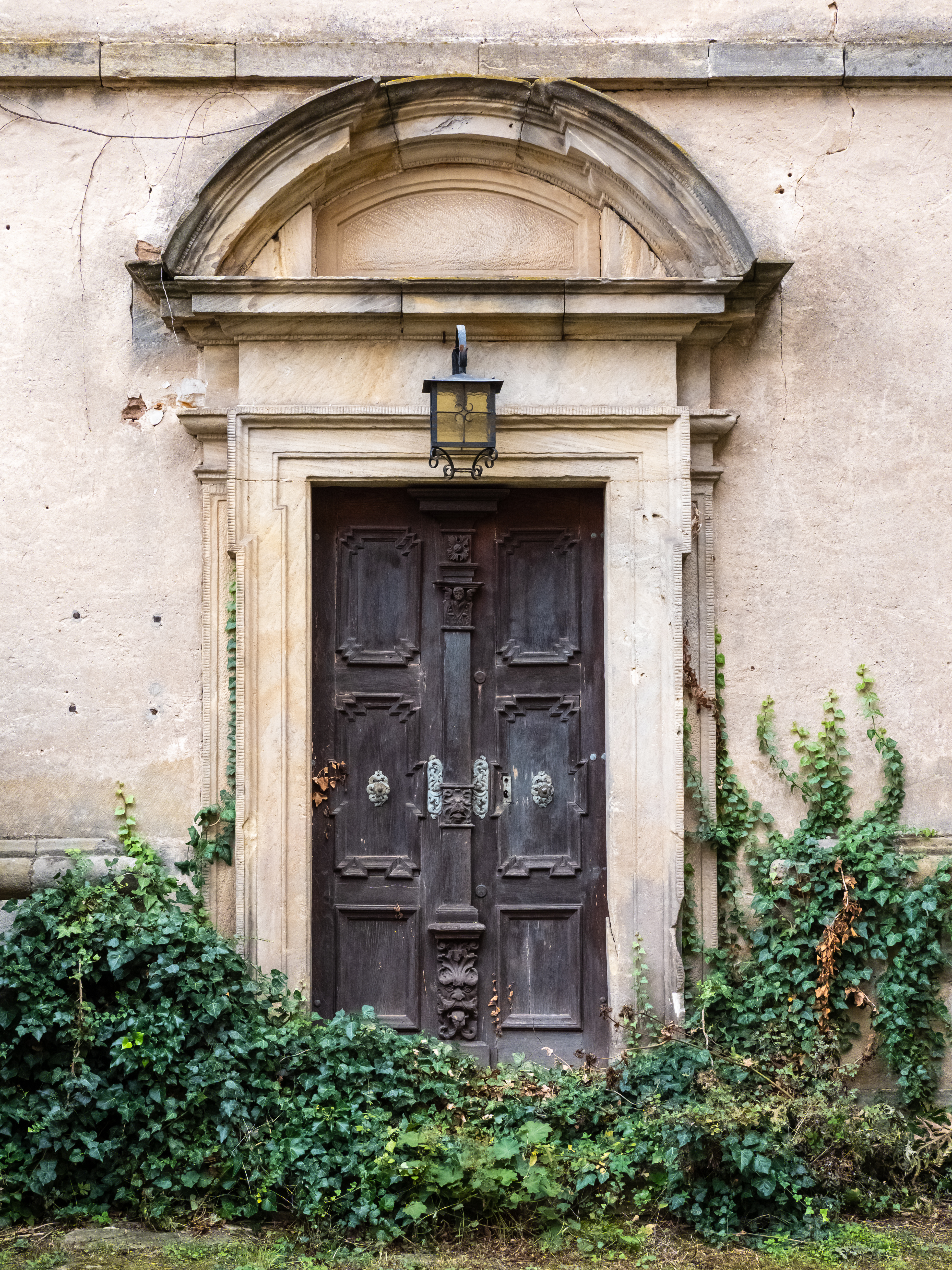
Tür am Schloss Gereuth

Das Dorf Gereuth wurde um 1300 angelegt. Als erste Besitzer wurden die Herren von Memmelsdorf urkundlich erwähnt. Als Lehensnehmer des Hochstiftes Würzburg erschienen ab 1317 die Familien von Stein zu Lichtenstein, von Stein zu Altenstein, von Tünfeldt und ab 1566 die Herren von Schaumberg.
In der Zeit der Reformation konnte sich die Ritterschaft in den Haßbergen überwiegend aus der Abhängigkeit von den Bistümern Bamberg und Würzburg lösen und trat zum evangelischen Bekenntnis über. Auch in Gereuth, das damals „Schaumbergsgereuth“ genannt wurde, entstand mit dem wirtschaftlichen Aufschwung dieser zur Reichsritterschaft aufgestiegenen Adelsschicht ein Schlossbau der Herren von Lichtenstein, der 1576 in einem Zehntverzeichnis erschien. Die Fundamente dieses Herrensitzes haben sich unter der heutigen Wirtsscheune erhalten. 1604 wurde der langgestreckte Wirtschaftsbau im Norden des späteren Schlosses errichtet, der wegen seiner repräsentativen Baugestalt als „Altes Schloss“ bezeichnet wird. Zu dieser Zeit entstand auch eine protestantische Kirche, deren genauer Standort aber nicht bekannt ist. 1696/97 erwarben die Freiherren von Hendrich Gereuth, verkauften es aber bereits 1703 wieder an den Grafen Christoph Ernst Fuchs von Bimbach und Dornheim, der die Herrschaft 1705 an seinen Schwager, den Würzburger Fürstbischof, weiterveräußerte.
Fürstbischof Johann Philipp von Greiffenclau-Vollraths begann noch im selben Jahr mit dem Neubau eines standesgemäßen Landsitzes. Der fränkische Gulden hatte zu dieser Zeit einen hohen Wert, der Schlossbau diente wohl auch als sichere Kapitalanlage aus Furcht vor einer Abwertung. Er lag dicht an der Grenze zum rivalisierenden Nachbarbistum Bamberg, kann also auch als eine Art Macht- und Statussymbol gegenüber dem Hochstift Bamberg interpretiert werden. 1713/14 kam die Kirche mit ihrer vorgelagerten Terrasse und dem Pfarrhaus hinzu. Ergänzt wird das Ensemble durch einen Getreidespeicher, die Rentei und die Wirtschaftsbauten östlich des „Alten Schlosses“. (Ab 1715 veranlasste Johann Philipp auch den Schlossbau in Burgpreppach für sein Mündel Johann Philipp Fuchs von Bimbach). Nach dem Tod des Bauherrn im Jahr 1719 blieb der Besitz bei der Familie Greiffenclau, die Ende des 18. Jahrhunderts noch einen englischen Landschaftsgarten im Wald zwischen Gereuth und Buch anlegte. Die „Gereuther Tannen“ waren Anfang des 19. Jahrhunderts ein beliebter Ausflugsort, den auch die Dichter Friedrich Rückert und Jean Paul besuchten.
Nach der Säkularisation des Bistums Würzburg setzte der wirtschaftliche Niedergang der Gereuther Schlossherren ein. Hohe Schulden zwangen Philipp Carl Anton Ignatius von Greiffenclau-Vollraths 1815 zum Verkauf des Schlosses an den Bankier Jakob von Hirsch. Die Freiherren von Hirsch veräußerten die Anlage 1859 an die Familie Prieger, die ihren Reichtum Wollhandelsgeschäften in England verdankte. Als Folge der Weltwirtschaftskrise musste die Familie das Anwesen 1936 an den Landwirt Friedrich Höhn weitergeben. Gereuth wurde landwirtschaftlicher Gutsbetrieb und diente von 1948 bis 1950 als Flüchtlingslager. Nach dem Tod von Friedrich Höhn junior 1990 erwarb der Unternehmer Roland Rösler das Schloss und ließ vor allem im Dachbereich größere Sanierungsmaßnahmen durchführen. Im Jahr 2000 wechselte der Komplex erneut den Besitzer. Ein Förderverein wurde gegründet, der Gereuth zum regionalen Kulturzentrum ausbauen wollte. In den Räumen des Schlosses fanden Lesungen und Ausstellungen statt, einige renovierte Zimmer werden vermietet.
Im März 2021 berichtete die Neue Presse, dass der Landkreis Heßberge das Schloss zum symbolischen Preis von einem Euro gekauft habe, nachdem die vorherigen Besitzer des Gebäudes seit mehreren Jahren „nicht mehr greifbar“ gewesen seien.

## Baubeschreibung

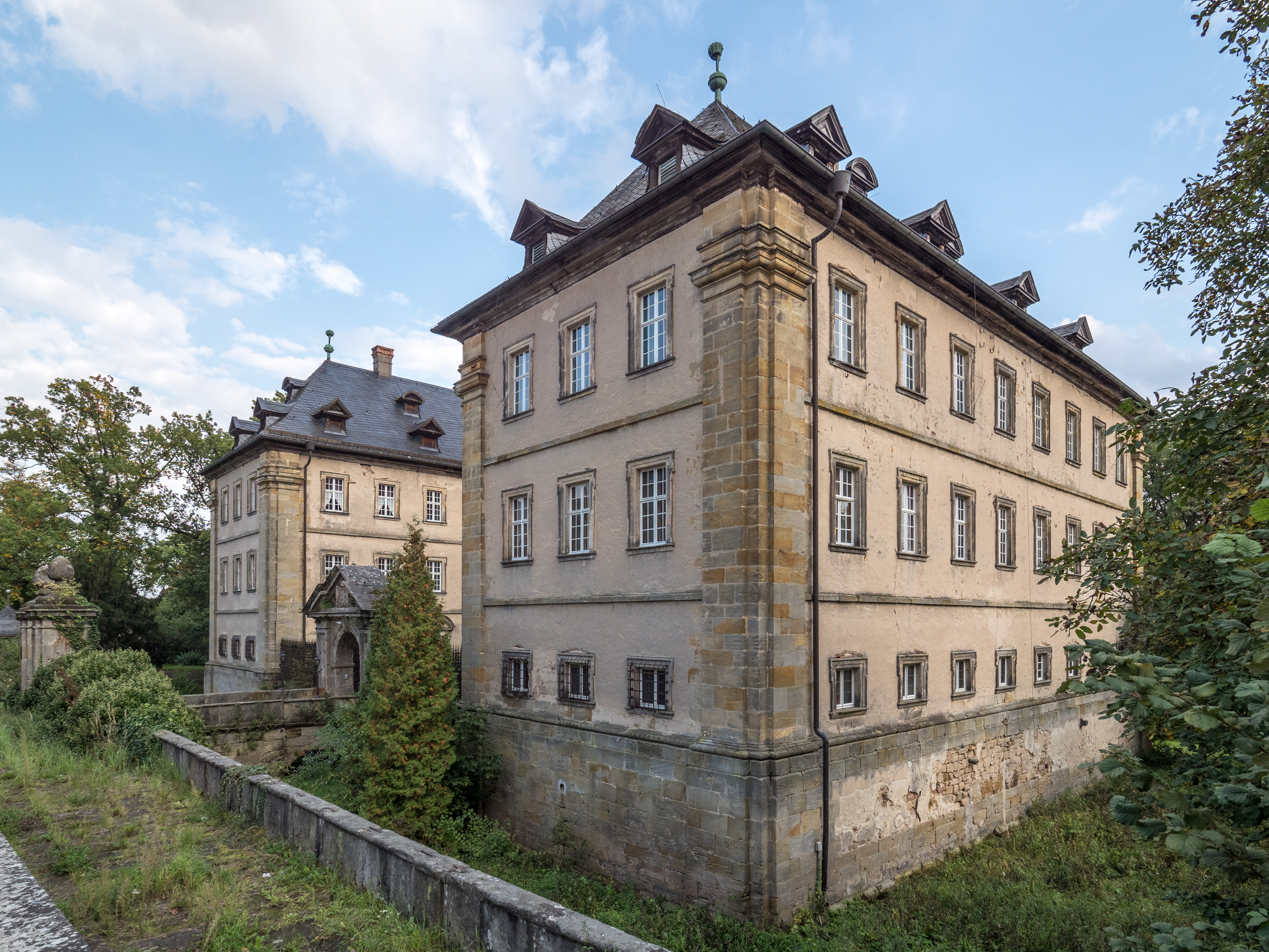
Der Westflügel

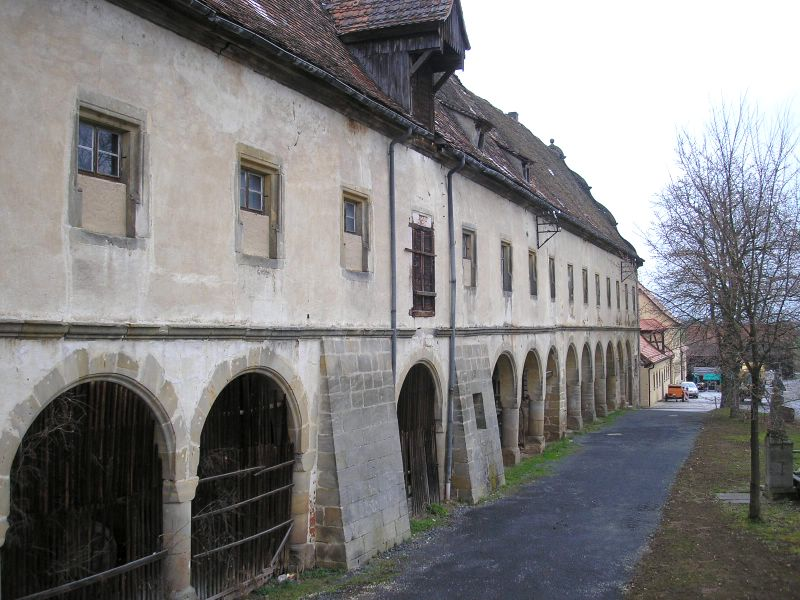
Das „Alte Schloss“

Die barocke Dreiflügelanlage öffnet sich nach Norden zum Schlossplatz und zur erhöht stehenden Pfarrkirche. Der Ehrenhof wird durch ein schmiedeeisernes Gitter und einen steinernen Portalbau mit einem Dreiecksgiebel und dem Wappen der Greiffenclau-Vollraths abgeschlossen. Das Schloss war bis ins 19. Jahrhundert von einem Wassergraben umgeben. An der Nordseite ist noch der gemauerte Graben mit einer steinernen Brücke vorgelegt, an den anderen Seiten wurden die Futtermauern 1878 abgebrochen. Erhalten blieben vier achteckige, kuppelbekrönte Pavillons an den Eckpunkten des rechteckigen, 86 × 75 m großen Schlossgrundstücks.
Der Schlossbau ist dreigeschossig angelegt. Über einem gemauerten Sandsteinsockel erheben sich das niedrigere Erdgeschoss und zwei Obergeschosse. Die Ecken sind mit toskanischen Pilastern gegliedert, die Stockwerke durch einfache Gurtgesimse getrennt. Die Fenster haben durchgehend profilierte Rahmungen, die Fensteröffnungen sind im Erdgeschoss nahezu quadratisch, in den Obergeschossen hochrechteckig und hatten ehemals grüne Klappläden. Die Architekturglieder waren ursprünglich in einem hellen Ockerton gestrichen und sind heute steinsichtig. Die Wandflächen tragen noch ihren originalen hellbeigen Verputz. Das schiefergedeckte Walmdach wird von zahlreichen vorspringenden Dachgauben unterbrochen. Jeder Flügel kann vom Ehrenhof aus durch ein Portal mit Segmentgiebelverdachung betreten werden.
Im Inneren lagen im niedrigeren Erdgeschoss die Zimmer der Dienerschaft und die Wirtschaftsräume, was sich auch äußerlich in den quadratischen „Bastardfenstern“  widerspiegelt. Die Obergeschosse waren den herrschaftlichen Räumen vorbehalten. Repräsentationsräume fehlen allerdings bis auf den Festsaal. Die Anlage war als privates Landschloss relativ weit von der Würzburger Hofhaltung entfernt. Das zweiarmige Haupttreppenhaus im Mittelbau ist aus der Mitte gerückt und teilt den Bau in zwei winkelförmige Hälften. Die Zimmer liegen an der Außenseite an langen Gängen und sind in den Obergeschossen zusätzlich axial miteinander verbunden. Die Dienerschaft konnte die Räume so von den Gängen aus betreten, ohne die Herrschaft stören zu müssen. Nur die Eckzimmer der Herrschaftsgeschosse wurden in der ganzen Flügelbreite angelegt. Eines dieser Eckzimmer ist der Festsaal im zweiten Obergeschoss im Norden des Westflügels mit repräsentativem Parkettfußboden und stuckierter Flachdecke.
Von der ehemals reichen Innenausstattung sind nach einigen Besitzerwechseln nur noch Reste erhalten. Am repräsentativsten war das zweite Obergeschoss ausgestattet, wo neben dem Festsaal auch die übrigen Räume Parkettböden und Stuckdecken besitzen. Die barocke Wanddekoration aus bemalten Stuckfeldern ist nur noch im Festsaal und in einem Kabinett vorhanden, die übrigen Zimmer sind mit Papiertapeten versehen. In einem Raum ist eine auf einen Holzrahmen gespannte Stofftapete erhalten geblieben.
Als Baumeister der Schlossanlage wurden früher Heinrich Zimmer oder Joseph Greissing angenommen. Zu „Zimmer(n)“ besteht keine archivalische Verbindung, während Greissing sämtliche Holzarbeiten ausführte und seinerzeit der bevorzugte Architekt des Bauherrn Greiffenclau war. Ein Vertrag von 1705 im Staatsarchiv Bamberg nennt als Bauleiter (Werkmeister) den Würzburger Valentin Pezani (Valentino Pezzani). Ob der ursprünglich aus Trient stammende „einfache Steinhauermeister“ aus dem Umkreis Antonio Petrinis als entwerfender Architekt des am italienischen Frühbarock orientierten Schlossbaues in Frage kommt, ist nicht abschließend geklärt. Jedenfalls gab es für diese Art von Dreiflügelanlage bereits ein direktes Vorbild in Würzburg: Das für den heutigen Residenzbau abgetragene „Rennwegschlösschen“.

### Schlosskirche St. Philippus

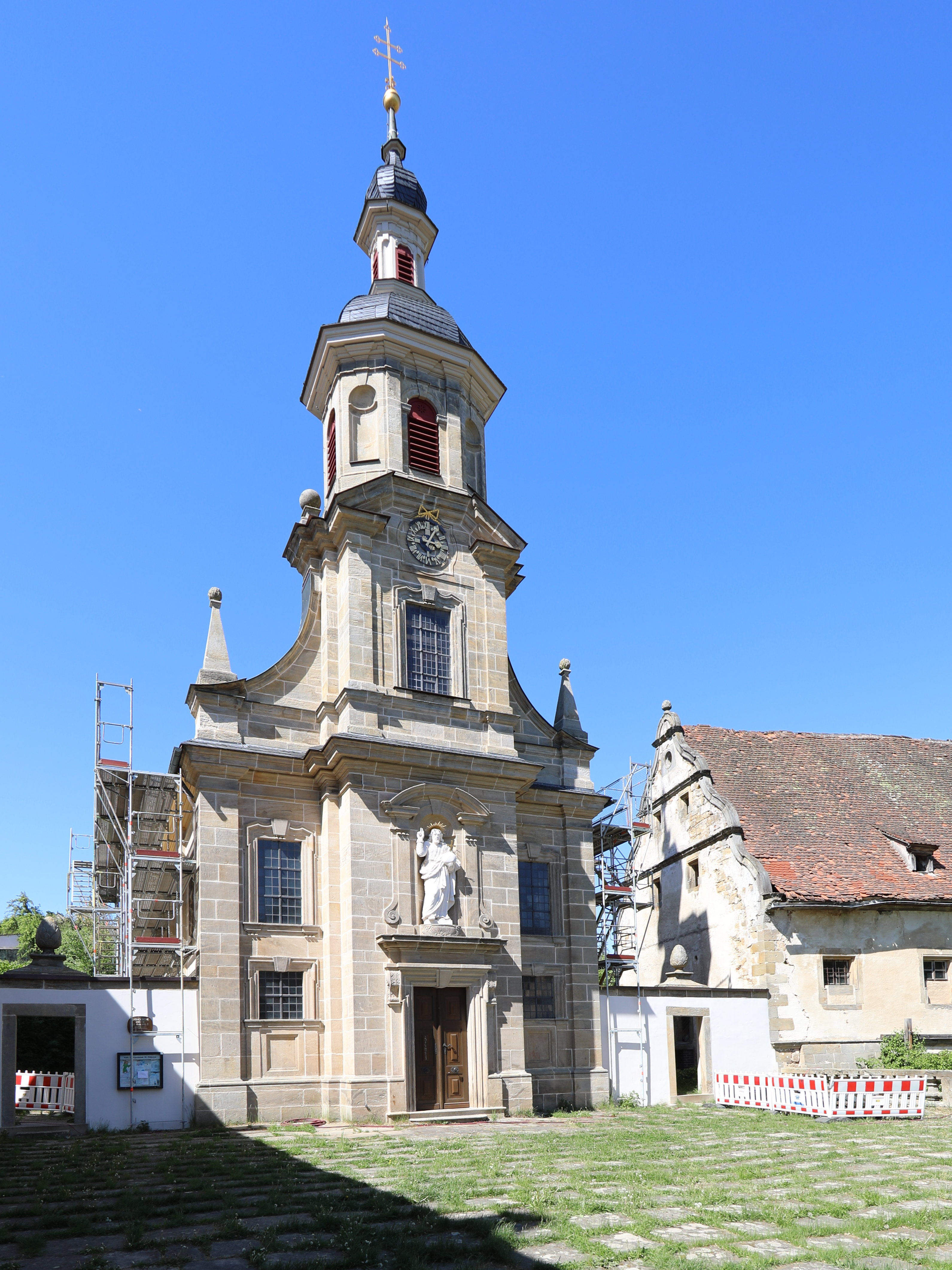
Die Kirche mit dem Giebel des „Alten Schlosses“

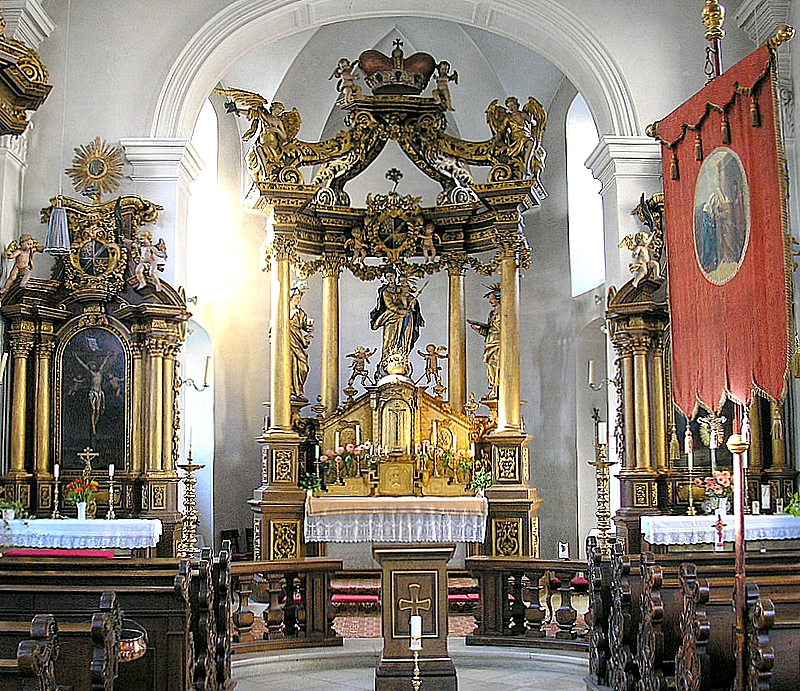
Blick in den Innenraum

Die heutige Pfarrkirche liegt gegenüber dem westlichen Schlossflügel neben dem „Alten Schloss“. Gleichzeitig mit einer ganzen Reihe von Gebäuden – Pfarrhaus, alte Rentei, Pferdestall etc. – wurde sie in den Jahren 1713/14 als wohlproportionierte Einturmfassadenkirche unter der Leitung des fürstbischöflichen Stadt- und Landbaumeisters Joseph Greissing erbaut, dessen planerische Beteiligung auch am Schlossbau daher zumindest in Erwägung gezogen werden muss.
Ihre Funktion als ehemalige Schlosskirche wird bereits durch die ungewöhnliche Nord-Süd-Ausrichtung deutlich: die Kirche steht axial dem Festsaal im Westflügel des Schlosses gegenüber. Vorgelagert ist dem mit einer kostbaren Hausteinfassade versehenen Gotteshaus eine etwa 20 × 20 m große Terrasse, die man durchaus als Anklang an das Podium antiker Tempel interpretieren kann. Mit ihrer schmucken Balustrade gleicht sie auf imposante Art und architektonisch geschickt den Geländeabfall aus.
Der kräftig aus der Fassade vorspringende dreigeschossige Turm auf querrechteckigem Grundriss wird von einem achtseitigen Glockengeschoss mit laternenbekrönter Welscher Haube abgeschlossen. Über dem Portal ist in einer Nische eine lebensgroße Sandsteinfigur des Salvator Mundi aufgestellt. Über dem ersten Obergeschoss bildet ein äußerst selten anzutreffender Trapezgiebel einen sehr charakteristischen Abschluss. Dem rechteckigen Langhaus schließt sich ein halbrunder, beidseitig eingezogener Chor an. Analog zur Fassade sind die Fenster im Langhaus zweigeschossig übereinander angeordnet und werden durch Hausteinpilaster in drei Achsen gegliedert.
Im Inneren ist der Chor durch einen profilierten Chorbogen vom Langhaus geschieden und wird von einem gemauerten Stichkappengewölbe überspannt. Optisch angepasst dazu überspannt das Langhaus ein aus Holzlatten konstruiertes, sehr flach gehaltenes Gewölbe mit Stichkappen über den Fenstern, das eine reiche, qualitätvolle Stuckierung aufweist.
Die künstlerisch bedeutende Ausstattung entstand in den Jahren 1715/16 durch den Würzburger Hofbildhauer Jacob van der Auwera und den Schreinermeister Ferdinand Billefeldt. Es wurden ein Hochaltar, zwei Seitenaltäre und eine Kanzel bestellt. Der Hochaltar folgt direkt dem Vorbild des seinerzeitigen Hochaltars im Würzburger Dom in Form eines geöffneten Ziboriumsaltars nach römischer Mode. Vier ganz vergoldete korinthische Säulen tragen einen von der fränkischen Herzogskrone bekrönten Baldachin. Im Zentrum steht die Madonna mit Kind über der Weltkugel, rechts der Evangelist Johannes, links der Heilige Philippus, beide Namenspatrone des Bauherrn. Dagegen weisen die Seitenaltäre zwischen vergoldeten Doppelsäulen gemalte Altarblätter auf (rechts aus dem 19. Jahrhundert), darüber jeweils hohe Auszüge mit dem Greiffenclauwappen. An der Kanzel finden sich Skulpturen der vier Evangelisten und Karyatidenfiguren (Tugenden), der Schalldeckel trägt einen segnenden Jesusknaben mit Kreuz. Zur Ausstattung gehören aufwändige Schnitzereien. Durch die reiche Verwendung von Blattgold wurde ein Kontrast zur Maserierung in der Art von Nussbaum-Wurzelholz. Die fein geschnitzten Stuhlwangen sind als fantasievolle Anspielung auf den Namen des Auftraggebers jeweils mit einer großen „Greifen-Klaue“ geschmückt sind.
Fürstbischof Johann Philipp II. von Greiffenclau vollzog persönlich 1717 die Weihe seiner Schloss- und Pfarrkirche.